# José Ferrer Forns
José Ferrer Forns (Castelló de la Plana, 1912 - 1985) fou un polític castellonenc, besnet d'Antonio Forns Sánchez, alcalde de Castelló. Llicenciat en dret, aviat s'interessà en el cooperativisme agrari. Fou alcalde de Castelló i procurador a Corts franquistes del 15 d'abril de 1955 a octubre de 1960. Posteriorment fou president de la diputació de Castelló de 1960 a novembre de 1968, president de la Caixa Rural de Castelló i de la Unió Territorial de Cooperatives Agràries de 1970 a 1977.